# تشارلز هاوكر
تشارلز هاوكر هو سياسي أسترالي، ولد في 16 مايو 1894 في Clare, South Australia ‏ في أستراليا، وتوفي في 25 أكتوبر 1938 في Mount Dandenong, Victoria ‏ في أستراليا. نشط حزبياً في Nationalist Party (Australia) ‏. وقد انتخب عضو مجلس النواب الأسترالي ‏ عن دائرة Division of Wakefield ‏ (12 أكتوبر 1929 – 25 أكتوبر 1938).